# Trujillos
Trujillos (también llamada popularmente Los Trujillos) es una localidad y pedanía española perteneciente al municipio de Montillana, en la provincia de Granada, comunidad autónoma de Andalucía. Está situada en el extremo occidental de la comarca de Los Montes. A tan solo 500 metros del límite con la provincia de Jaén, cerca de esta localidad se encuentran los núcleos de Gumiel, Mures, Ribera Alta, Ribera Baja y Hoya del Salobral.

## Historia
Antes conocida como "Truxillos", Trujillos fue un municipio independiente hasta que, en 1968, se fusionó con Montillana.

## Demografía
| Gráfica de evolución demográfica de Trujillos entre 1842 y 1960 |
| |
| Población de derecho según los censos de población del INE Población de hecho según los censos de población del INEEn 1968 este municipio desaparece porque se integra en el municipio Montillana |